# Маноил Манев
Маноил Манев е български политик.

## Биография
Маноил Минчев Манев е роден на 23 юни 1969 г. Стара Загора. Получава магистърска степен по история от Великотърновски университет „Св. Св. Кирил и Методий“. Завършва Академията на МВР с бакалавърска степен по специалност „Национална сигурност“. Работил е повече от 10 години в системата на МВР и Министерството на правосъдието.
През 2005 г. основава Колеж по охрана и сигурност е негов директор е до декември 2014 г., когато е назначен за зам.-областен управител на Стара Загора. Автор е на няколко учебника. Народен представител от ГЕРБ от 2016 г.
Съдия по „Бодигардинг“ на Международната федерация по бойно-приложни спортове. Експерт по фирмена сигурност.
Женен, съпруга Снежина Славова Манева.